# Patrice Mestral
Patrice Mestral (* 7. August 1945 in Paris als Patrice Jean Serge Mestral) ist ein französischer Komponist, Dirigent und Pianist.

## Leben und Werk
Geboren wurde Patrice Mestral 1945 in Paris als Sohn des Schauspielers und Sängers Armand Mestral. Seine musikalische Ausbildung machte er am Pariser Konservatorium und an der École Normale de Musique von Paris. Seine Werke wurden vom Ensemble intercontemporain, Ars Nova, der Domaine Musical, den Orchestern von Radio France und den nationalen Orchestern gespielt.
Sein Werkverzeichnis umfasst 22 Stücke für Orchester und Chor, drei Konzerte für Orchester und Solisten, vierzehn Ensembles, zehn Stücke für Kammerorchester, zwölf für Instrumentalkonzert, ein Stück für Chormusik a cappella, eine Oper, zwei Musiktheater und zwei Ballette. Bekannt wurde er vor allem für seine modernen Jazz-Kompositionen. Er hat auch mehr als 30 Hörspiele musikalisch arrangiert. Er leitet Ensembles für zeitgenössische Musik. Darüber hinaus hat er über einen Zeitraum von mehr als 40 Jahren Musik für zahlreiche Filme und das Fernsehen geschaffen.
Unter Mestrals Leitung und der musikalischen Beratung des Musikwissenschaftlers François Porcile wurden hauptsächlich alte Filmkompositionen von Maurice Jaubert zu Filmen des französischen Regisseurs François Truffaut neu eingespielt. Mestral dirigierte die Musik zu folgenden Filmen von Truffaut: 1975 Die Geschichte der Adèle H., 1976 Taschengeld, 1977, Der Mann, der die Frauen liebte und 1978 Das grüne Zimmer. 1980 dirigierte er die Musik zu Claude Chabrols Film Das Traumpferd und 1999 die Musik zur Kriegsdokumentation The Children of Chabannes von Lisa Gossels und Dean Wetherell.
1978 komponierte er die Musik zum Film Das Geld der anderen mit Jean-Louis Trintignant und Catherine Deneuve von Regisseur Christian de Chalonge.
Patrice Mestral lebt und arbeitet in Paris.

## Filmografie (Auswahl)

### Als Komponist
- 1978: Das Geld der anderen (L'argent des autres)
- 1985: Le monde désert (TV-Film)
- 2010: Le vrai pouvoir du Vatican (TV-Film)

### Als Dirigent
- 1975: Die Geschichte der Adèle H. (L'histoire d'Adèle H.)
- 1976: Taschengeld (L'argent de poche)
- 1977: Der Mann, der die Frauen liebte (L'homme qui aimait les femmes)
- 1978: Das grüne Zimmer (La chambre verte)
- 1980: Das Traumpferd (Le cheval d'orgueil)
- 1999: The Children of Chabannes